# 进攻普雷卡齐
42°46′N 20°49′E / 42.767°N 20.817°E
进攻普雷卡齐，也称为普雷卡齐大屠杀，是塞尔维亚反恐特别部队于1998年3月5日领导的一项行动，俘获了被塞尔维亚视为恐怖分子的科索沃解放军战士。 在行动中，科索沃解放军领导人阿德姆·贾沙里和他的兄弟哈默兹以及近60个其他家庭成员被杀。
国际特赦组织批评了这次袭击，并在报告中写道:“所有证据都表明，这次袭击的目的不是为了逮捕携带武器的阿尔巴尼亚人，而是‘消灭嫌犯及其家人’。”另一方面，塞尔维亚声称这次袭击是科索沃解放军袭击警察前哨造成的。

## 背景
阿德姆和哈默兹·贾沙里都是科索沃解放军的成员，这是一个由阿尔巴尼亚人组成的激进组织，寻求科索沃从南斯拉夫独立出来。1991年，阿德姆·贾沙里负责在塞尔维亚组织第一个武装政治组织。
塞尔维亚部队以谋杀一名塞尔维亚警察的罪名追捕阿德姆·贾沙里，并于1998年1月22日再次企图袭击普雷卡齐的贾沙里大院。2月28日，阿尔巴尼亚激进分子和塞尔维亚警察巡逻队在利科沙内小村庄爆发交火。四名塞尔维亚警察被打死，数人受伤。科索沃解放军武装分子逃脱，其中一人是阿德姆·贾沙里。随后，塞尔维亚警方杀死了附近一户人家的13人。同日晚些时候，塞尔维亚警察袭击了邻近的奇雷兹村，随后杀害了26名阿尔巴尼亚人。然而，阿尔巴尼亚武装分子设法逃脱，警方决定对亚迪姆·贾萨里和他的家人采取行动。在德里尼卡山谷，阿德姆·贾沙里决定留在家里，他命令他的战士也留在那里，抵抗到最后一个人。

## 行动
根据塞尔维亚官方公开报告，1998年3月5日，科索沃解放军对东吉普雷卡齐的警察巡逻队再次发动攻击，导致塞尔维亚警察寻求报复。在第二次袭击后，警方准备对贾沙里进行残酷的反击。他们开始追捕当地的科索沃解放军武装分子，他们被迫撤退到贾沙里在同一村庄的大院。
南斯拉夫警察包围了这群人，要求他们投降，同时敦促所有其他人清除房舍。警方进一步指控说，警察给了他们两小时遵行命令。在规定的期限内，数十名平民服从命令，从据点安全撤离。据警方称，在两个小时的最后期限过后，阿德姆·贾萨里、他的兄弟和他的大多数家人仍然拒绝服从，并留在了院子里。根据塞尔维亚官方声明，在一场激烈的口头对峙之后，贾萨里的组织用自动武器、迫击炮、手榴弹和狙击手向警察开火，打死两名警察，打伤三名警察。
在随后的暴力中，南斯拉夫警察杀死了包括贾沙里兄弟在内的六十多人。 唯一的幸存者是哈默兹·贾沙里的女儿贝萨尔塔·贾沙里。她声称，警察“用刀威胁她，并命令她说她的叔叔杀了所有想投降的人。”塞尔维亚内政部的一位少校戈兰·拉多萨夫列维奇声称“阿德姆·贾沙里利用妇女、儿童和老人作为人质……”。南斯拉夫陆军上将纳博萨·帕夫科维奇说：“这是对著名罪犯的正常警务行动。它是成功的。其他细节我不记得了”。
后来收集的证据表明，这次袭击并非意图逮捕武装的阿尔巴尼亚“激进分子”。 相反，攻击是要消灭他们及其家人。贾沙里家族成员的其他房屋以及卢斯塔库家族的住宅也遭到了警方的袭击。作为回应，联合国安理会求助于《联合国宪章》第七章，却未授权该章的最终措施——军事干预。迫击炮向房屋开火，狙击手射杀了逃跑的人。

### 葬礼
警方联系了当地人权与自由保护委员会，要求他们收集尸体，但当委员会要求提供有关死者的文件时，没有任何文件被公开。据委员会说，警察在将尸体送回德雷尼察地区之前，已将尸体移至普里什蒂纳的停尸房。3月9日，警察警告说，如果他们的家人不埋葬尸体，他们将由当局埋葬，而家属要求进行尸检。
3月10日，警察用一辆推土机在普雷卡齐附近挖了一个集体坟墓，埋葬了尸体，其中10具尸体当时仍未查明身份。遇难者家属希望进行尸检，但来自普里什蒂纳的一组医生、死者家属、天主教会、穆斯林社区和国际人权组织的代表被拒绝进入该地区。塞尔维亚警察的负责人指责这些组织过去曾向该地区走私武器。3月11日，这些尸体按照伊斯兰传统重新埋葬。
行动中，有42名阿尔巴尼亚人被确认死于东吉普雷卡齐。6名阿尔巴尼亚人在附近的劳沙村死亡，死亡情况尚不清楚。

## 后续

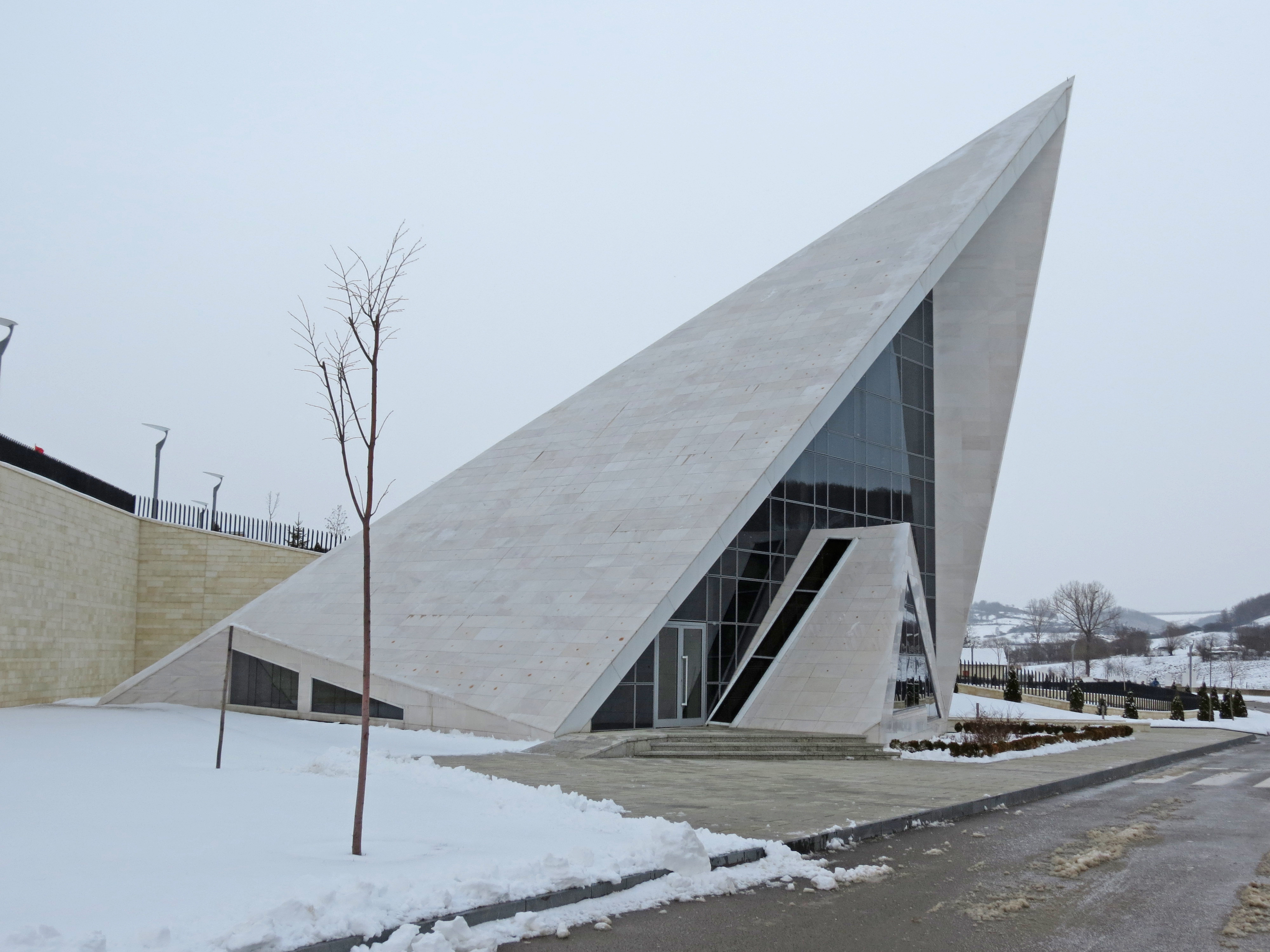
阿德姆·贾沙里纪念堂

1998年，一名科索沃解放军指挥官阿德姆·贾沙里和周围的南斯拉夫军队在贾萨里家族大院发生枪战，导致大多数贾沙里家族成员被屠杀。贾沙里及其家人的死在国际上引起了对南斯拉夫联盟共和国的强烈反对。普雷卡齐袭击事件导致科索沃解放军在阿尔巴尼亚族人中的支持率迅速上升，科索沃许多地区组建了村庄民兵。屠杀的消息传开后，科索沃阿族武装民兵在科索沃各地出现，试图为贾沙里之死报仇，因为阿尔巴尼亚人纷纷加入了科索沃解放军。这一事件成为科索沃解放军招募武装抵抗南斯拉夫部队的集结神话。
事件发生后，南斯拉夫媒体把阿德姆·贾沙里本人描绘成一名“恐怖分子”，而阿尔巴尼亚媒体则把他描绘成一名“自由战士”。攻击的伤亡在阿尔巴尼亚新闻媒介上被描述为“烈士”的陨落，而在塞尔维亚新闻媒介上则被报道为“打击恐怖主义斗争的附带后果”。3月13日，约有5万人示威反对攻击，3月15日，天主教会要求在整个区域举行弥撒，随后约有15 000人在普里什蒂纳示威。
1998年3月底，超过10万人在美国八个城市和欧洲的首都游行，抗议这次袭击。最终，事态失控，科索沃战争接踵而至。